# Lippenpflock
Ein Lippenpflock ist eine besondere Art des Körperschmucks, der seit prähistorischer Zeit bekannt und bei mehreren Naturvölkern verbreitet ist. Es handelt sich um einen Labret-Stecker aus unterschiedlichen Materialien wie Holz, Knochen, Gestein, Elfenbein oder Gold, der durch ein zuvor gestochenes Loch in der Unterlippe geführt wird.

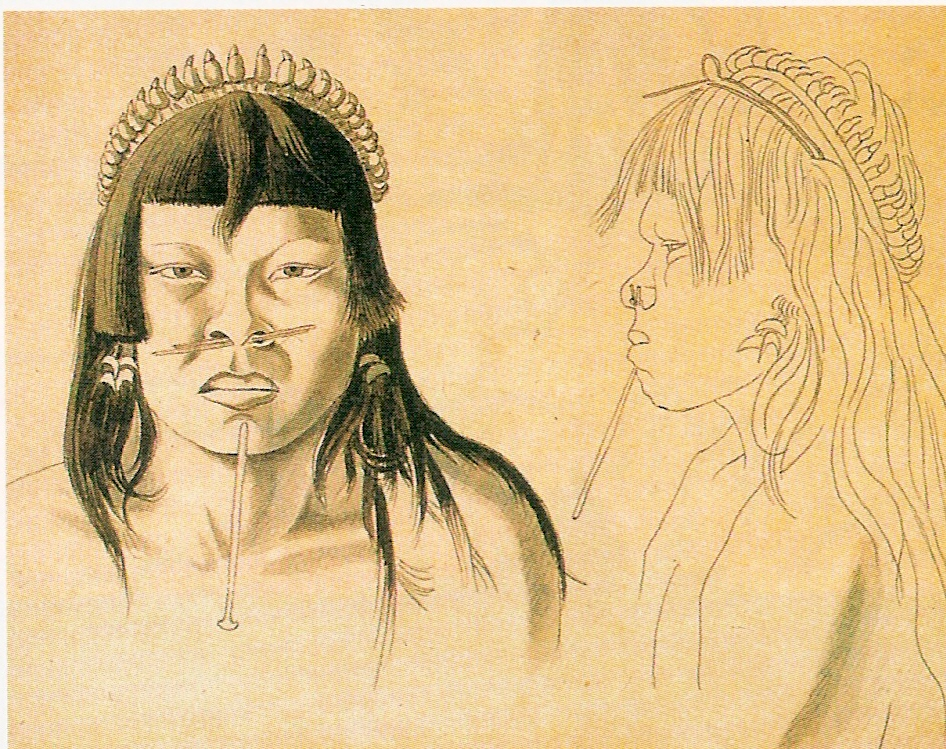
Zeichnung eines Bororo aus Brasilien mit nagelförmigem Lippenpflock und Pflöcken in der Nasenscheidewand, 1827

Lippenpflöcke werden als Schönheitsideal, als Zeichen für einen bestimmten gesellschaftlichen Status innerhalb der Gruppe oder zur Abgrenzung des eigenen Volkes nach außen getragen. Im Unterschied zum Lippenteller steht nicht die Ausweitung der Unterlippe im Vordergrund, sondern der gut sichtbare, am Kinn herabhängende Stift. Weitere traditionelle Formen von deformierendem Gesichtsschmuck sind Pflöcke durch die Nasenscheidewand oder durch Ohrläppchen.
Zum Verbreitungsgebiet von Lippenpflöcken gehören der Nahe Osten, Teile von Zentralafrika sowie Nord- und Südamerika. Archäologisch tauchen Lippenpflöcke als Grabbeigaben zusammen mit Ohrringen und anderem Schmuck auf. So gehören zu den steinzeitlichen Funden aus dem 5. und 4. Jahrtausend v. Chr. im Bereich der Nordwestküstenkultur in Nordamerika spindelförmige Lippenpflöcke aus Speckstein und Knochen. Azteken trugen Schmuckstücke aus Gold, dazu zählten Lippenpflöcke in Adler- und Schlangenform.
Bei den Eskimo gab es bis Anfang des 20. Jahrhunderts als Körperschmuck Lippenpflöcke, Tätowierungen und Körperbemalungen.

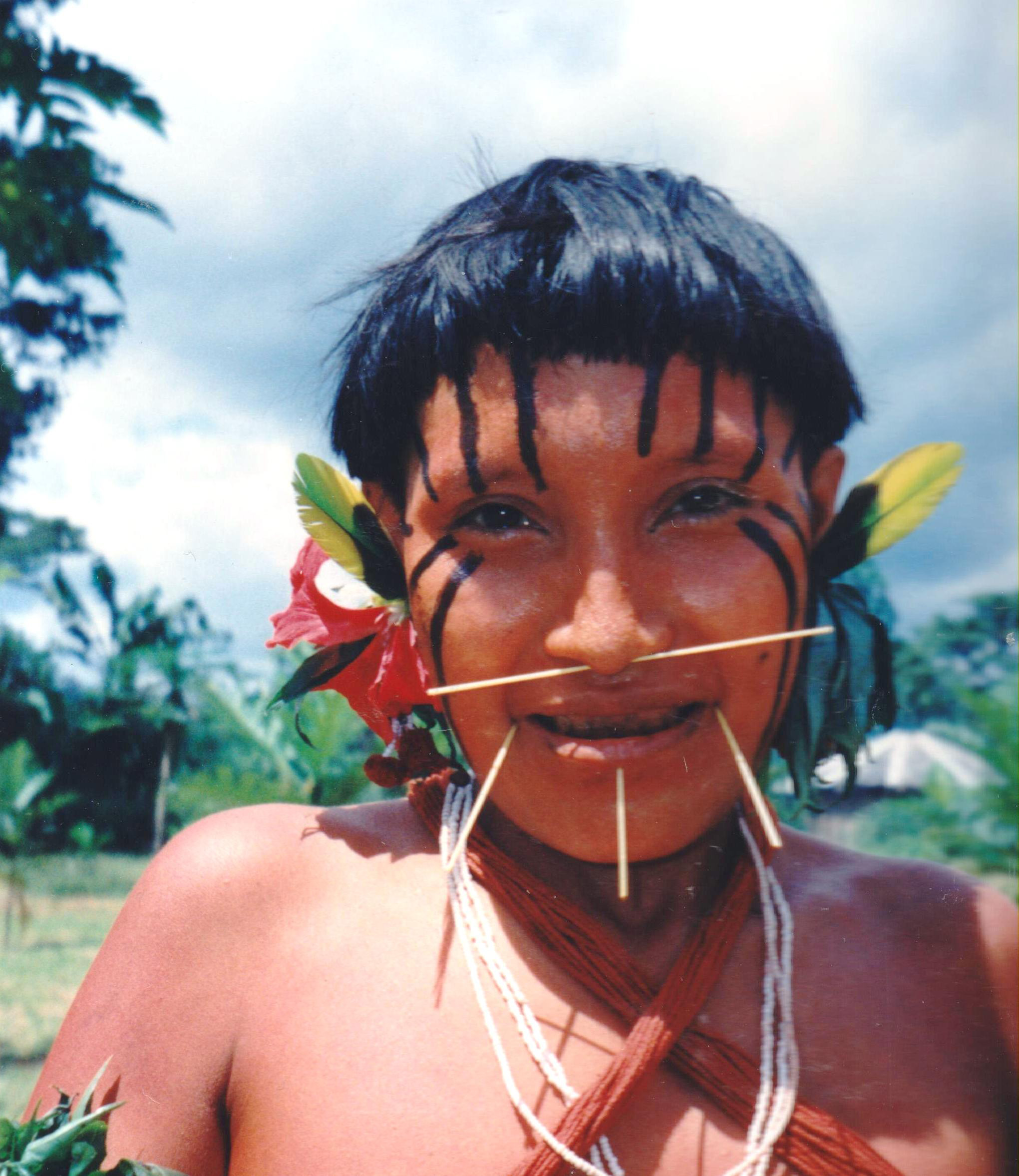
Yanomami-Frau in Brasilien, 1997

Die Zo’é, auch Lippenpflock-Indianer, ein kleines Volk am Amazonas, tragen als unverzichtbares Zeichen ihrer kulturellen Identität einen dicken hölzernen Lippenpflock (poturu), der bei Männern und Frauen permanent vor dem Mund hängt und häufig zu Kieferdeformationen führt. Durch den Holzpflock behindert, müssen die Zo’é die Nahrung seitlich mit den Backenzähnen abbeissen.
Bei den Tlingit, einem Indianervolk an der Westküste Kanadas, kennzeichneten früher Lippenpflöcke den gesellschaftlichen Status der Frauen. Nach Berichten vom Anfang des 19. Jahrhunderts, als der Brauch noch verbreitet war, wurde den Mädchen in der Pubertät die Unterlippe zunächst für einen Kupferdraht oder eine Holznadel durchstochen. Mit den ersten Anzeichen der Pubertät galten die Mädchen als unrein und wurden für mehrere Monate von der übrigen Gesellschaft weggesperrt. Diese Zeit der Initiation mussten sie, bis zum großen Fest der Freilassung, in einer fensterlosen Hütte verbringen. Nach der Heirat erhielten die Frauen einen hölzernen Lippenpflock, der mit zunehmendem Alter durch immer größere ersetzt wurde. Weiblichen Sklaven der Tlingit war das Tragen von Lippenpflöcken nicht erlaubt. Das weibliche Geschlecht der hölzernen Ritualmasken in Menschen- und sogar in Tiergestalt war am Lippenpflock erkennbar, während die männlichen Masken mit Barthaaren an Oberlippe und Kinn dargestellt wurden.